# Prädikation
Prädikation (von lateinisch praedicare ‚bekanntmachen‘, ‚ausrufen‘ bzw. praedicatio ‚Aussage‘, ‚Bekanntmachung‘) ist ein (sprach-)philosophischer Fachbegriff, der eine sprachliche Handlung bezeichnet, durch die einem Gegenstand (Ding, Objekt, Sachverhalt) Eigenschaften zu- oder abgesprochen werden.

## Allgemeines
In der Logik wird der sich auf einen Gegenstand beziehende Ausdruck auch Nominator, der eine Eigenschaft (im weiten Sinn) bezeichnende Ausdruck auch Prädikator genannt. Dann lässt sich wie Wilhelm Kamlah in seiner Logischen Propädeutik die Prädikation auch definieren als sprachliche Handlung, bei der durch Verwendung von Nominator und Prädikator ein Objekt identifiziert und ihm Eigenschaften zu- oder abgesprochen werden.  
Die Prädikation bewirkt eine Klassifizierung bzw. Kategorisierung. Durch eine Prädikation werden sprachliche Unterscheidungen vorgenommen. Zusammen mit der Referenz führt die Prädikation zur sprachlichen „Gliederung der Welt“.
Daneben kann Prädikation auch das Ergebnis der Prädikation als Handlung, d. h. die Aussage selbst oder die Beziehung eines Gegenstandes zu einem Prädikat (Eigenschaft, Relation) bezeichnen, d. h. die Äußerung einer Aussage, die Aussage oder den Aussagegehalt/-inhalt (Proposition).
Von Kuno Lorenz, Paul Lorenzen und Wilhelm Kamlah wurde die Prädikation sprachphilosophisch und handlungstheoretisch im Rahmen der Logischen Propädeutik des frühen Erlanger Konstruktivismus präzisiert.

## Sprachlogischer Prozess
Um eine Prädikation sprachlich auszudrücken, bedient man sich einer logischen Aussage bzw. eines logischen Urteils. In frühen Phasen der Sprachentwicklung genügen Ein-Wort-Sätze; Theo Herrmann (1972).
In der Regel dient die Prädikation dazu, entweder den Gegenstand mithilfe der Kategorie (z. B. Dies ist ein Spargelschäler), oder die Kategorie am Beispiel des Gegenstandes zu erklären (z. B. Linden sind Bäume, Eichen sind Bäume, Tannen sind Bäume).
Wird nur einem Gegenstand eine Eigenschaft (sogenannter einstelliger Prädikator) zu- oder abgesprochen, führt diese einfache Prädikation zu einem Elementarsatz. Beispiel: Diese Enzyklopädie ist umfangreich oder: Dieser Artikel ist nicht lang. Kamlahs Beispiel für eine elementare Prädikation lautet „Dies ist ein Fagott“. Dieser Satz könnte in einer Gesprächssituation zwischen Musiklehrer und -schüler fallen, während der Lehrer auf ein gewisses Instrument zeigt (sog. deiktische Handlung). Indem andere (Eltern, Lehrer) Prädikationen wiederholen, lernen wir durch Beispiel und Gegenbeispiel (Kamlah: „Dies ist ein Fagott; jenes ist kein Fagott (sondern eine Klarinette).“) die Begriffe der Alltagssprache, nämlich die Wörter und zugleich die Kategorien, die sie bezeichnen.

## Relationen
Eine komplexere Prädikation findet bei der Verwendung mehrstelliger Prädikate (Relationen) statt. Beispiel: Das zweistellige Prädikat „x liebt y“ wird von den Personen (Gegenständen, Argumenten) <Otto> und <Yvonne> prädiziert, sodass die Aussage getroffen wird: „Otto liebt Yvonne“.
„… sind befreundet“ und „… spielen miteinander“ sind Beispiele für Prädikatoren mit beliebiger Stellenzahl. Allgemeiner formuliert ist Prädikation der Sprechakt, der einem Gegenstand (oder mehreren Gegenständen, einem n-Tupel) eine Eigenschaft (ein Merkmal/Attribut, ein n-stelliges Prädikat) zu- oder abspricht.

## Sprechakttheorie
Prädizieren kann man, indem man entweder (im einstelligen Fall) die Variable eines Prädikats durch einen Eigennamen ersetzt (Beispiel: Prädikat = „x ist umfangreich“ → „Diese Enzyklopädie hier ist umfangreich.“) oder ein Prädikat quantifiziert.
In der Perspektive der Sprechakttheorie vollzieht sich der propositionale Akt durch die Teilakte der Prädikation und der Referenz. Im Referenzakt nimmt der Sprecher Bezug auf Objekte und Sachverhalte (der realen Welt). Durch die Prädikation spricht er diesen Referenten bestimmte Eigenschaften zu.